# Alp 2500
Alp 2500 — горнолыжный курорт на северо-востоке Испании, в каталонской области Сердань, расположенный в Пиренеях. Курорт представляет собой объединение территорий для горнолыжного отдыха соседних городов Ла-Молина и Марселла. Ближайший крупный город — Альп. Курорт Марселла расположен на горе Ла-Тоса.
На курорте Alp 2500 более 130 км горнолыжных трасс, а один из отелей расположен всего в 50 метрах от склона.
Ла-Молина приняла Кубок мира по горным лыжам в декабре 2008 года и Чемпионат мира по сноуборду в январе, а позже Чемпионат мира по сноуборду 2011 года.